# Edward Watts
Edward Watts é um cineasta britânico. Como reconhecimento, foi indicado ao Oscar 2020 na categoria de Melhor Documentário em Longa-metragem por For Sama (2019).